# Topik (Aristoteles)

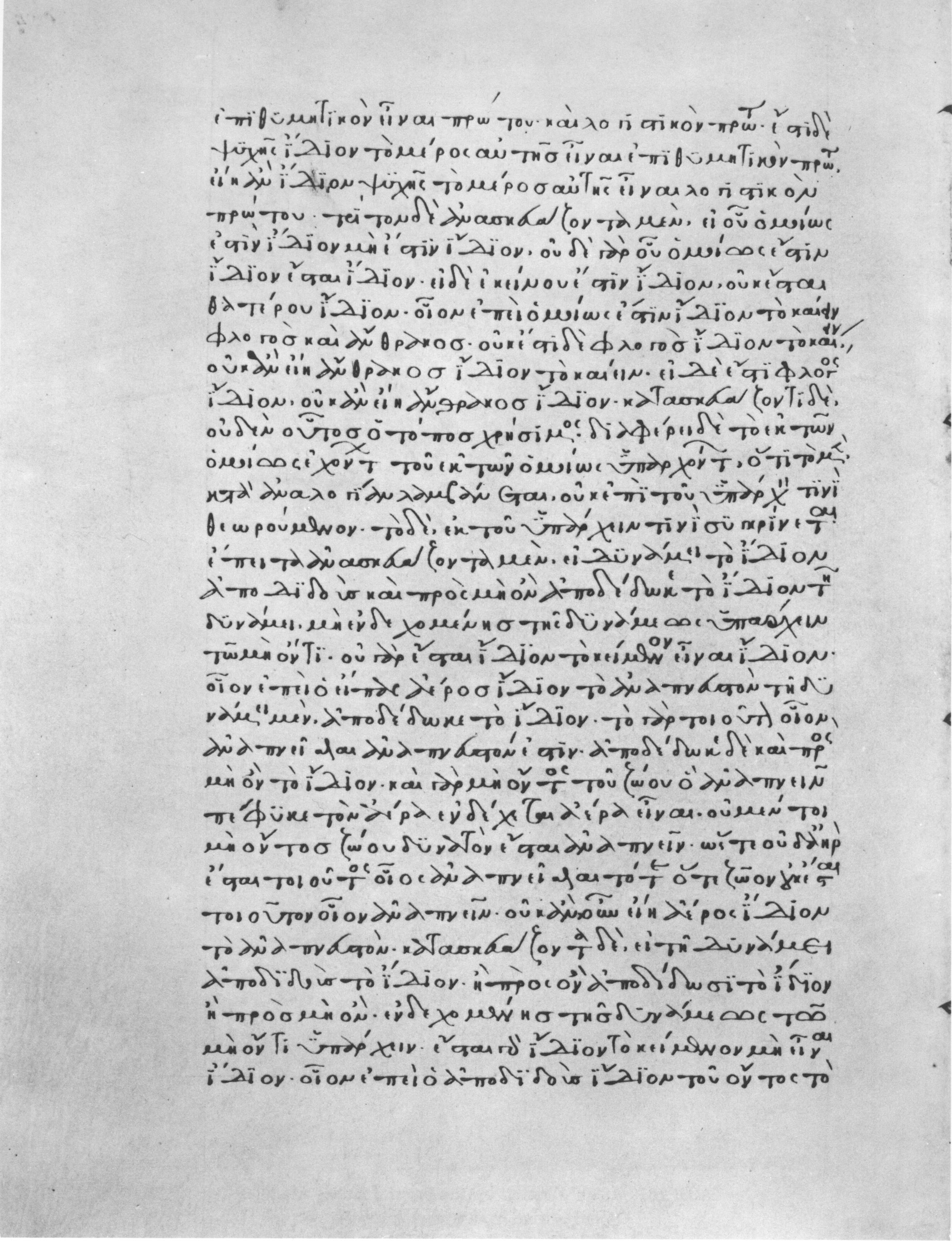
Die Topik in der 1319 geschriebenen Handschrift Venedig, Biblioteca Marciana, Gr. IV,5, fol. 313v

Die Topik (altgriechisch Τόποι Tópoi, lateinisch Topica) ist das fünfte und damit vorletzte Buch des Organon, einer Zusammenstellung von Schriften des antiken griechischen Philosophen Aristoteles. In den Schriften des Organon klärt Aristoteles grundlegende sprachphilosophische, logische und grammatische Begriffe. Während die ersten vier Bücher des Organon ihren Gegenstand in erster Linie theoretisch beleuchten, geht es in den letzten beiden um die Praxis des Schlussfolgerns. Die Topik behandelt dabei den Disput, also die argumentative Auseinandersetzung zweier Kontrahenten über ein bestimmtes Thema, womit die Topik im Zusammenhang mit der Rhetorik und der Dialektik (nach antikem Verständnis) gesehen werden muss. In der Antike und auch noch im Mittelalter war der Disput ein wichtiger Bestandteil der wissenschaftlichen Begriffsbildung, da man Wissenschaft im Zusammenhang mit der Wahrnehmung und Meinung des Wissenschaftlers sah. Einen Eindruck vom philosophischen Disput geben die Dialoge Platons.
Kernstück der Topik bilden mehrere hundert „Topoi“, zu Deutsch „Orte“. Hierbei handelt es sich um Regeln, die ein Disputant zur Führung eines guten Disputs beachten sollte. Zum Teil sind dies praktische Hinweise, zum Teil werden logische Gesetzmäßigkeiten formuliert, die den Disputanten davor bewahren sollen, sich in Widersprüche zu verwickeln. Ein ganzes Kapitel ist den Regeln des korrekten Definierens gewidmet.

## Buch 1: Der Gegenstand der Topik
Aristoteles bestimmt hier den Begriff des „wahrscheinlichen“ Satzes: Wahrscheinliche Sätze sind „diejenigen, die allen oder den meisten oder den Weisen wahr scheinen und auch von den Weisen wieder entweder allen oder den meisten oder den Bekanntesten und Angesehensten“ (Topik I 1, 100b18). Wahrscheinliche Sätze sind also plausibel, da sie entweder von der breiten Masse oder von gewissen Autoritäten für wahr gehalten werden. Autoritäten können aber der breiten Masse oder aber sich untereinander widersprechen, dann entsteht ein „dialektisches Problem“, also ein „Theorem (Forschungsgegenstand), … über das die Menge und die Weisen entweder keine bestimmte Meinung haben oder jene entgegengesetzt denkt wie diese oder diese wie jene oder beide unter sich selbst.“ (Topik I 11, 104b). Das Problem muss aber eine theoretische oder praktische Relevanz besitzen, mit Aristoteles’ Worten, es muss „entweder auf Wahl und Flucht oder auf Wahrheit und Erkenntnis“ (ebd.) abzielen (mit „Wahl oder Flucht“ ist gemeint, dass man sich für oder gegen eine bestimmte Handlung entscheidet). Als Beispiel für ein dialektisches Problem mit praktischer Bedeutung nennt Aristoteles „ob die Lust begehrenswert ist oder nicht“ und als Problem mit theoretischer Bedeutung „ob die Welt ewig ist oder nicht“ (ebd.). Dialektische Probleme können in Disputen geklärt werden. Hierzu ist es vor allem wichtig, die Konsequenzen beider Seiten des Problems abzuschätzen. Dies ist das Thema der Topik, die Abhandlung befasst sich damit, „eine Methode zu finden, nach der wir über jedes aufgestellte Problem aus wahrscheinlichen Sätzen Schlüsse bilden können und, wenn wir selbst Rede stehen sollen“, also im Disput „in keine Widersprüche geraten“.
Aristoteles definiert hier die Definition (horos) selbst als „Rede [logos], die das Wesen [o to ti en einai] bezeichnet [semainon].“

## Buch 2: Topoi zum Akzidens
Das zweite Kapitel behandelt Topoi, die mit Akzidentien zu tun haben, also Hinweise, die zu beachten sind, wenn das Problem darin besteht, dass einem bestimmten Ding ein Akzidens zugesprochen wird. Ein Akzidens hat Aristoteles vorher bestimmt als etwas „was einem und demselben … zukommen und nicht zukommen kann“ (Topik I, 5 102b). So kann es z. B. Sokrates zukommen oder auch nicht zukommen, dass er einen Bart hat, der Bart ist also ein Akzidens des Sokrates. Dagegen muss es Sokrates immer zukommen, ein Mensch zu sein, sein Menschsein wäre also kein Akzidens.
Aristoteles erläutert eine ganze Reihe von Topoi im Zusammenhang mit dem Akzidens, darunter folgender: „Ein anderer Ort ist, Begriffe für das Mitfolgende und das, dem es mitfolgt … aufzustellen“ (Topik II 2, 109b). Das „Mitfolgende“ ist hier ein anderes Wort für „Akzidens“. Als Beispiel betrachtet Aristoteles das Problem, ob man Gott Unrecht tun kann. Dass Gott Unrecht getan wird, ist nichts was ihm immer zukommt, mithin ein Akzidens. Aristoteles gibt nun den Hinweis für das Akzidens „einen Begriff aufzustellen“, d. h. „zu fragen, was Unrecht tun heißt. Heißt es freiwillig schaden, so kann Gott offenbar kein Unrecht getan werden“. Es ist also nach Aristoteles in einer Diskussion oft hilfreich, eine ausführlichere Formulierung für das Akzidens zu finden, „denn das Gesuchte ist oft, wenn man nur den ganzen Begriff angibt, noch nicht klar …“ (ebd.).

## Buch 3: Topoi zum Guten
Das dritte Buch befasst sich mit Topoi zum Wünschenswerten (Guten). Ein solcher ist „das wegen seiner selbst Wünschenswerte ist wünschenswerter als das wegen eines anderen Wünschenswerte“ (Topik III 1, 110a). Wenn die Gymnastik Mittel zum Zweck Gesundheit ist, so ist also die Gesundheit wünschenswerter als die Gymnastik.

## Buch 4: Topoi zur Gattung
Es werden Topoi formuliert, die zu beachten sind, wenn das Problem eine Gattungsbezeichnung enthält. „Gattung ist, was von mehreren der Art nach verschiedenen Dingen bei der Angabe ihres Was oder Wesens prädiziert wird“ (Topik I 5, 102a). Der Art nach verschieden sind beispielsweise Sokrates und ein Pferd, dennoch kann man bei beiden auf die Frage „Was ist es?“ antworten mit „Ein Lebewesen“, „Lebewesen“ ist damit eine Gattung des Sokrates.
Aristoteles behandelt als einen Topos im Zusammenhang mit der Gattung, dass man darauf achten solle, „ob die angegebene Art zu einer anderen Gattung gehört, die weder die angegebene Gattung umfasst noch unter ihr steht, wie wenn z. B. jemand die Wissenschaft als Gattung der Gerechtigkeit setzte“ (Topik VI 2, 121b). Das Problem ist hier, dass die Gerechtigkeit einerseits unter der Gattung der Tugend steht und dass andererseits die Gattung „Wissenschaft“ nicht über oder unter der Gattung „Tugend“ steht (wie z. B. die Gattung „Lebewesen“ über der Gattung „Pflanze“ steht). Ein Gegenstand kann nur dann unter zwei Gattungen stehen, wenn diese in der Gattungshierarchie über oder untereinander stehen. Daher kann „Wissenschaft“ keine Gattung von „Gerechtigkeit“ sein.

## Buch 5: Topoi zum Proprium
Hier behandelt Aristoteles Topoi, die relevant werden, wenn das Problem ein so genanntes Proprium beinhaltet. Den Begriff „Proprium“ hat Aristoteles wie folgt erklärt: „Eigentümlich, proprium, ist, was zwar nicht das Wesen eines Dinges bezeichnet, aber nur ihm zukommt und in der Aussage mit ihm vertauscht wird“ (Topik I 5, 102a). Das Proprium einer Art ist also, was allen und nur den Individuen der Art zukommt. So ist nach Aristoteles Proprium des Menschen, dass er der Grammatik fähig ist, da alle und nur die Menschen der Grammatik fähig sind (also eine Sprache mit grammatischem Bau verwenden). Dagegen ist der Schlaf kein Proprium, da auch andere Lebewesen schlafen.
Dreht es sich nun in einer Diskussion um ein Proprium, so ist nach Aristoteles unter anderem zu überprüfen, „ob das Proprium nicht durch Bekannteres bestimmt wird oder doch …“ (Topik V 2, 129b). Aristoteles Beispiel ist, dass jemand als Proprium des Feuers angibt, dass es der Seele am meisten gleicht. Von der Seele wissen wir aber weniger als vom Feuer, sie ist uns weniger bekannt. Daher ist das Proprium falsch gewählt: „In diesem Falle ist das Proprium nicht richtig angegeben. Wir stellen es ja der Erkenntnis wegen auf“ (ebd).

## Buch 6: Definitionstheorie
Aristoteles befasst sich hier mit Topoi, die im Zusammenhang mit Definitionen eine Rolle spielen. Eine Definition ist nach Aristoteles „eine Rede, die das Wesen anzeigt“ (Topik I 5, 102a). So ist beispielsweise die Definition des Menschen „vernunftbegabtes Sinnenwesen“. Nach Aristoteles gilt: „Für jedes Ding ist sein wesenhaftes Sein eines“ (Topik VI 4, 141b). Es kann daher auch immer nur eine Definition geben (ebd.). Dies ist ein wesentlicher Unterschied zur modernen Definitions-Auffassung (etwa in der Mathematik), nach der es viele gleich gute („äquivalente“) Definitionen geben kann. Generell wird nach Aristoteles durch Angabe der „nächsten Gattung“ und des „artbildenden Unterschieds“ definiert. Die nächste Gattung für Mensch ist z. B. „Sinnenwesen“ (eine andere Gattung wäre „Lebewesen“, aber dies wäre nicht die nächste, da alle Sinnenwesen Lebewesen sind; siehe auch Topik VI 5). Der artbildende Unterschied gibt an, was den Menschen von den anderen Sinnenwesen (wie Kuh, Pferd usw.) unterscheidet und dies ist eben „vernunftbegabt“ (vgl. Topik VI 6).
Aristoteles formuliert u. a. die folgenden Definitionsregeln:
- Die Definition soll nicht undeutlich sein (Topik VI 2). Dies wäre beispielsweise der Fall, wenn man die Erde metaphorisch als Amme definiert (139b).
- Die Definition soll nichts Überflüssiges enthalten. Dabei gilt: „Überflüssig ist alles, was so wegbleiben kann, dass doch der Rest das, was man definiert, erklärt“ (Topik VI 3, 140b). Wenn man beispielsweise „das Gelüste als Verlangen nach Süßem oder Lustbringenden bezeichnet“ (ebd.), dann kann „Süß“ auch weggelassen werden, denn Süß ist bereits in Lustbringend enthalten.
- Die Definition soll „mittels früherer und bekannterer Begriffe gewonnen“ werden (Topik VI 4, 141a). Mit „früher“ ist gemeint, dass die Existenz der zu definierenden Sache (des „Definiendums“) die Existenz der definierenden Sachen (des „Definiens“) bereits voraussetzt. Dies ist z. B. bei der Definition von „Mensch“ als „vernunftbegabten Sinnenwesen“ der Fall, denn ohne Sinnenwesen könnte es keine Menschen geben, die Existenz von Menschen setzt also die Existenz von Sinnenwesen voraus. Anders ist es, wenn man die Linie als Grenze der Fläche definiert (141b). Die Fläche besteht ja bereits aus Linien, sie ist also nicht „früher“ als diese, die Definition wäre damit fehlerhaft. Ein Spezialfall eines Verstoßes gegen dieses Gebot ist die Zirkularität, wenn also das Definierte durch sich selbst erklärt wird. Aristoteles gibt hier das Beispiel, dass man die Sonne als den am „Tage leuchtenden Himmelskörper“ definiert (Topik 142b). Das Problem ist, dass „Tag“ seinerseits wiederum eine Bezugnahme auf die Sonne enthält, der Tag ist nämlich als „Bewegung der Sonne über die Erde“ definiert. Daher ist die genannte Definition der Sonne zirkulär und dadurch fehlerhaft.

## Buch 7: Topoi zur Synonymie
Im siebten Buch geht es um Topoi, die dazu dienen, zu beurteilen, ob zwei Begriffe „der Zahl nach Identisches“ bezeichnen. Gemäß einer vorher gegebenen Erklärung (Topik 1 7, 103a) handelt es sich hierbei um synonyme Begriffe wie z. B. „Gewand“ und „Kleid“. Der Zusammenhang zum vorherigen Kapitel ergibt sich dadurch, dass in einer Definition Definiertes und Definierendes immer synonym sein müssen. Nach Aristoteles muss eine Synonymiebehauptung u. a. daraufhin überprüft werden „ob eine Unmöglichkeit kraft einer Hypothese vorliegen kann“ (Topik VII 1, 152b). Als Beispiel dienen ihm die Begriffe „das Leere“ und „das mit Luft gefüllte“. Diese Begriffe können nicht synonym sein, da, wenn man annimmt, dass aus einem Raum die Luft entweicht, in dem Raum keine Luft mehr vorhanden ist, aber immer noch Leere. „Mithin wird bei einer bestimmten Voraussetzung, sei sie falsch oder richtig, …, das eine der beiden Dinge aufgehoben, das andere nicht, und mithin sind sie nicht identisch.“ (ebd.) Dieser Test erinnert an die viel später, im 20. Jahrhundert von Rudolf Carnap gegebene Analyse der Synonymie, nach der gleichbedeutende Begriffe nicht nur in der aktuellen, sondern auch in jeder kontrafaktischen Situation („möglichen Welt“) auf dieselben Dinge zutreffen müssen.

## Buch 8: Die Regeln eines Disputs
Nachdem sich die vorangegangenen Bücher damit befassten, wie in bestimmten Disputsituationen zu reagieren ist, beschäftigt sich das letzte Buch mit der Disputation als Ganzem. Generell gibt es in den von Aristoteles beschriebenen Disputen zwei Teilnehmer, die „Fragender“ und „Antwortender“ heißen (vgl. Topik VIII 4). Der Antwortende verteidigt eine bestimmte Aussage, „These“ genannt, während der Fragende die Negation der These, den „Schlusssatz“, beweisen will. Der Fragende legt dem Antwortenden dazu Aussagen vor, die dieser zugeben oder bestreiten kann. Kann der Fragende nachweisen, dass der Schlusssatz aus dem, was der Antwortende zugegeben hat, folgt, so hat er sein Ziel erreicht. Hier stehen offenbar die Dialoge Platons Pate, in denen Sokrates in der Rolle des Fragenden einen Sophisten durch geschicktes Fragen dazu bringt, eine Behauptung zuzugestehen, die er ursprünglich bestritten hatte.
Der Antwortende muss nach Aristoteles im Disput nicht alles zugestehen, sondern nur dasjenige, das „wahrscheinlicher“, d. h. plausibler und glaubhafter ist als der Schlusssatz, da „das minder Bekannte aus dem Bekannteren gefolgert werden soll“ (ebd.). Der Fragende darf also nur Prämissen verwenden, die plausibler sind als das, was er beweisen will, nämlich der Schlusssatz. Dann hat bei einem erfolgreich geführten Disput ein echter Erkenntnisgewinn stattgefunden: Der Schlusssatz erscheint nun plausibler als er vorher war, da er ja aus plausibleren Annahmen gefolgert werden konnte. Würde er dagegen aus Prämissen gefolgert, die noch unplausibler sind als er selbst, so wäre nichts zu einer höheren Glaubwürdigkeit beigetragen worden. „Wenn mithin etwas von dem Gefragten diese Beschaffenheit nicht hat (nämlich glaubhafter zu sein als der Schlusssatz), darf der Antwortende es nicht zugestehen.“
Abgesehen vom logischen Schluss kann der Fragende eine Aussage auch durch „Induktion“ etablieren: „Die Induktion aber ist der Aufstieg vom Besonderen zum Allgemeinen, z. B.: wenn der beste Steuermann ist, wer seine Sache versteht und Gleiches von dem Wagenlenker gilt, so ist auch der Beste überhaupt, wer seine jeweilige Sache versteht“ (Topik I 12, 105a) Bei der Induktion wird also eine allgemeine Aussage („Jeder ist der Beste, wenn er seine Sache versteht“) dadurch gezeigt, dass Spezialfälle der Aussage gezeigt werden („Der Steuermann, Wagenlenker … ist der Beste, der seine Sache versteht“). Auch dieses Verfahren ist wohlbekannt aus den Dialogen Platons. Der Antwortende kann eine durch Induktion gewonnene allgemeine Aussage nur bestreiten, wenn er in der Lage ist, mindestens ein Gegenbeispiel anzuführen: „Wenn der Gegner, obschon man die Induktion an vielen Einzelheiten durchführt, die Allgemeingültigkeit nicht zugibt, dann ist es billig, von ihm zu verlangen, dass er eine Gegeninstanz anführt“ (Topik VIII 2, 157a).
Nach Aristoteles kann ein Disput aus dreierlei Zielsetzungen heraus geführt werden: des „Wettstreits“, der „Probe“ und der „Untersuchung“ wegen (Topik VIII 5, 159a). Beim Wettstreit geht es nur darum, am Ende des Disputs als derjenige dazustehen, der am besten disputieren kann. Bei der Untersuchung gilt das Interesse jedoch dem Schlusssatz selbst und der Frage, ob es möglich ist, diesen aus Prämissen, die plausibler sind als er selbst, abzuleiten. Daneben kann man auch Dispute führen, um sich im Disputieren zu üben, das sind dann die Dispute zur Probe.
Obwohl den Disputen des Wettstreits wegen in der Topik nicht das Hauptaugenmerk Aristoteles’ gilt, gibt er auch für diese einige praktische Hinweise, u. a. liest man: „Ferner ist es vorteilhaft, sich nicht mit großem Eifer für etwas einzusetzen, wenn es auch durchaus wichtig ist. Einem Gegner, der Eifer verrät, setzt man größeren Widerstand entgegen“ (Topik VIII 1, 156b).